# Ujîneț, Mlîniv
Ujîneț (în ucraineană Ужинець) este un sat în comuna Pidhaiți din raionul Mlîniv, regiunea Rivne, Ucraina.

## Demografie
Componența lingvistică a localității Ujîneț
     Ucraineană (99,6%)
     Alte limbi (0,4%)
Conform recensământului din 2001, majoritatea populației localității Ujîneț era vorbitoare de ucraineană (99,6%), existând în minoritate și vorbitori de alte limbi.